# Choerophryne bryonopsis
Espèce
Choerophryne bryonopsis est une espèce d'amphibiens de la famille des Microhylidae.

## Répartition
Cette espèce est endémique de la province nord (ou d'Oro) en Papouasie-Nouvelle-Guinée. Elle se rencontre vers 1 045 m d'altitude sur le mont Trafalgar.

## Publication originale
- Kraus, 2013 : A new species of Choerophryne (Anura: Microhylidae) from Papua New Guinea, with remarks on the taxonomic status of Albericus. Zoosystematics and Evolution, vol. 89, no 2, p. 283-291.